# Mardy Fish
Mardy Fish (Edina, 9 dicembre 1981) è un allenatore di tennis ed ex tennista statunitense, ex numero 1 d'America.
Fish in carriera ha vinto sei tornei nell'ambito dell'ATP Tour e ha raggiunto la finale di quattro eventi Masters Series: a Cincinnati nel 2003 e 2010, ad Indian Wells nel 2008 e a Montreal nel 2011. Nell'ambito del Grande Slam ha raggiunto i quarti di finale all'Australian Open nel 2007, agli US Open 2008 e a Wimbledon nel 2011. Alle Olimpiadi estive del 2004, Fish ha ottenuto la medaglia d'argento.
Nell'aprile 2011, Fish ha superato il connazionale Andy Roddick diventando il numero 1 americano nella classifica ATP, raggiungendo il suo best ranking come numero 7 del mondo.
Si è ritirato nel 2015 dopo gli US Open. Nel gennaio 2019, Fish ha sostituito Jim Courier come capitano della squadra di Coppa Davis degli Stati Uniti.

## Carriera

### 2003
Fish si fa conoscere a livello internazionale nel 2003, quando raggiunge quattro finali del circuito maggiore; dapprima a Delray Beach e Nottingham e successivamente la prima di un Masters 1000 a Cincinnati, perdendo contro Andy Roddick. Vince il suo primo torneo ATP a Stoccolma battendo Robin Söderling in finale. Raggiunge inoltre il terzo turno in due tornei del Grande Slam agli Australian Open e a Wimbledon. Con questi risultati entra tra i primi venti al mondo.

### 2004
Anche nel 2004 raggiunge quattro finali ATP, tuttavia senza vincerne alcuna. Le prime sono quelle di San José e Halle. Le altre due sono anche le più importanti, quelle di Coppa Davis e alle Olimpiadi, dove conquista la medaglia d'argento con la sconfitta subita contro Nicolás Massú. L'uscita al primo turno degli Australian Open e la mancata partecipazione al Roland Garros, a Roma, Madrid e Montréal dovuta a infortuni che condizioneranno la sua carriera, gli fanno perdere punti importanti, esce dai primi venti e finisce l'anno alla 37ª posizione.

### 2005
Gli infortuni subiti nel 2005 lo porteranno a essere un giocatore abbastanza discontinuo, nonostante il duro lavoro negli allenamenti. Agli Australian Open esce al secondo turno, che paradossalmente sarà il suo miglior risultato dell'intera stagione. Da maggio in poi, fatta eccezione per un brutto primo turno ai Roland Garros (la terra comunque non è la sua superficie), non giocherà neppure un torneo fino alla fine della stagione, ma si concede un altro primo turno agli US Open. Conclude l'anno come 225º del mondo.

### 2006
Il 2006 è l'anno del recupero, grazie a grandi sacrifici e pazienza. Inizia la stagione portandosi dietro alcuni problemi, saltando sia gli Australian Open che il Roland Garros. In generale giocherà pochi tornei sulla terra. Tuttavia raggiunge il terzo turno a Wimbledon e a Indian Wells. A metà stagione conquista il titolo a Houston, paradossalmente proprio sulla terra. Conclude l'anno risalendo fino alla 47ª posizione.

### 2007
Nel 2007 ritrova subito la forma e consegue il suo miglior risultato agli Australian Open arrivando ai quarti di finale. A metà stagione ha una flessione di rendimento, uscendo al primo turno a Roma, Madrid e Cincinnati. Raggiunge una finale a New Haven, e grazie a questo risultato torna a buoni livelli e conclude l'anno da numero 37.

### 2008
Nel 2008 continua la risalita nel ranking mondiale e arriva a fine stagione al 24º posto mondiale. I migliori risultati sono le finali che raggiunge una ancora a New Haven e soprattutto la sua seconda in un Masters 1000 a Indian Wells. Si spinge inoltre per la prima volta fino ai quarti di finale agli US Open.

### 2009
I guai con gli infortuni e la discontinuità tornano nel 2009. Nonostante raggiunga due finali che conosce già, a Delray Beach e a San José, vincendo la prima, ottenendo il suo terzo torneo ATP, smette di giocare a metà stagione dopo un terzo turno a Wimbledon 2009. Questo fa sì che scenda di ranking concludendo l'anno da numero 55.

### 2010-2011
Inizia la scia davvero positiva della carriera di Fish, i due anni successivi rappresentano grandi risultati e il picco del suo gioco. Nel 2010, nonostante l'inizio in sordina con un primo turno agli Australian Open, raggiunge ben quattro finali, numero che non eguagliava dal 2003 e ne vince due. Perde a Londra ma conquista i tornei di Newport ed Atlanta portando a quota cinque il numero dei tornei ATP. È la prima volta in carriera che vince più di un torneo in un anno. L'ultima delle quattro finali è la terza di un importantissimo Master 1000, la sua seconda volta a Cincinnati, ma perde da Roger Federer dopo un combattutissimo match 7-6, 6-7, 4-6. Si concede anche gli ottavi di finale agli US Open e conclude l'anno tornando tra i primi venti da numero 16, suo migliore piazzamento. Nel 2011 raggiunge la semifinale del torneo Master 1000 di Miami e ai Roland Garros 2011 raggiunge il terzo turno, risultato che eguaglia quello ottenuto poco prima sulla terra agli Internazionali d'Italia. A Wimbledon 2011 è un altro miglior risultato nel torneo su erba del Grande Slam, i quarti di finale dopo aver battuto negli ottavi il numero 6 Tomáš Berdych. Da metà stagione la situazione migliora in maniera esponenziale, raggiungendo la sua quarta finale ad un Master 1000, a Montréal e subito dopo una molto soddisfacente semifinale all'ennesimo Master di Cincinnati. Ai Parigi Masters va al terzo turno. In generale quella di Montreal è una delle tre finali disputate nel corso dell'anno, le altre due sono ancora ad Atlanta e Los Angeles. Vince ad Atlanta guadagnando il suo sesto torneo ATP in carriera ed è un altro ottimo anno. Conclude la stagione tra i primi dieci nel mondo, inizialmente da numero 7, poi da numero 8. Questo gli assicura l'opportunità di partecipare all'ATP World Tour Finals di fine anno dedicato ai primi dieci giocatori del mondo. Sfortunatamente si ferma al Robin Round, poiché afflitto da dolori alle gambe e soprattutto alla coscia.

### 2012
Dopo aver raggiunto l'apice l'anno prima, il 2012 è un anno di calo e di incostanza per Mardy Fish. Esce al secondo turno agli Australian Open e gioca solamente 13 incontri (incassando 6 sconfitte), scendendo da numero 7 a numero 12 del ranking mondiale; è infatti affetto da un'aritmia cardiaca che gli dà problemi. È operato all'ospedale di Los Angeles, successivamente riprende un blando allenamento e si dà al golf, infatti non parteciperà ai Roland Garros. Nonostante ciò partecipa con un certo successo a Wimbledon 2012, raggiungendo gli ottavi di finale. La stagione continua con solamente tre tornei: Miami, Montréal e Cincinnati: in tutti e tre si ferma ai quarti finale. Non raggiunge nessuna finale ATP, salta le Olimpiadi e agli US Open si ritira prima di giocare agli ottavi contro Roger Federer. In seguito a questo episodio rivelerà in diverse conferenze stampa di soffrire di attacchi di panico e di incontrollabili crisi di ansia dovute soprattutto alla pressione psicologica a cui è sottoposto un giocatore di tennis. Conclude l'anno scendendo ancora fino al numero 27, nonostante i quarti ai tre Master, avendo disputato così poche partite.

### 2013-2015
Il 2013 è l'anno del viale del tramonto. Fish subito non conferma la sua presenza agli Australian Open lamentando problemi fisici ed emotivi. Torna a giocare in casa dopo sei mesi di inattività ad Indian Wells come numero 32 del mondo e raggiunge il terzo turno perdendo da un potente ma confuso Jo-Wilfried Tsonga in due tie-break, risultato molto positivo visti i trascorsi. Ciononostante Fish salta tutta la parte centrale della stagione e torna a giocare solo a luglio a Washington, dove, dando fondo alle sue ultime energie, riesce a raggiungere il terzo turno battendo il numero 32 del mondo Julien Benneteau, per poi essere sconfitto in due set da Kevin Anderson. Sull'onda della fiducia prova a partecipare a Cincinnati e Winston-Salem ma con scarsissimi risultati. Consapevole delle sue limitazioni fisiche, conclude qui la sua stagione, da numero 373 del mondo. Nel 2014, Fish si opera al cuore a causa di un’aritmia. Sebbene alla fine sia stato sottoposto con successo a un intervento chirurgico correttivo, l'incidente gli ha lasciato un effetto collaterale indesiderato: un grave disturbo d'ansia. Questo problema gli avrebbe impedito di proseguire la sua carriera e lo avrebbe allontanato dal campo per tutto il 2014. Nonostante ciò, Fish è ancora ufficialmente in attività, come numero 515 del mondo.
Torna in campo, dopo oltre 18 mesi, ad Indian Wells venendo sconfitto in tre set da Ryan Harrison. Nel mese di luglio annuncia che quelli di Atlanta, Cincinnati e gli US Open saranno gli ultimi tornei prima di appendere la racchetta al chiodo.

## Stile di gioco
Fish è uno dei pochi giocatori della sua epoca ad avere un gioco totalmente a tutto campo. Possiede ottimi approcci difensivi e a rete (è infatti notevole anche nel doppio, cosa non comune ad un singolarista ad alti livelli) e con un potente servizio e un affidabilissimo rovescio ha anche un approccio offensivo, generando vincenti. Infatti il suo colpo migliore è sicuramente il rovescio a due mani con il quale spesso chiude i punti. Nel 2010 ha perso ben 10 chili, che lo hanno reso più in agile e in forma.

## Nella cultura di massa
La storia della carriera di Mardy Fish è raccontata in un documentario a lui dedicato  Fish vs Federer  del 2021, diretto da Chapman e Maclain Way della serie Netflix  Untold. Il documentario parte dagli esordi nel tennis di Fish bambino e parla anche della sua amicizia-rivalità con Andy Roddick. Ma soprattutto Untold è centrato sul momento saliente della carriera di Mardy Fish quando agli US Open del 2012 non riuscì a entrare in campo per affrontare Roger Federer. Un attacco di panico dovuto ad ansia e accumulo di stress gli impedì di uscire dagli spogliatoi. Mardy Fish nelle interviste successive fu il primo a parlare di salute mentale nello sport e di come lo stress e l'ansia da prestazione lo avessero completamente bloccato.

## Statistiche

### Singolare

#### Vittorie (6)
| Legenda singolare                                 |
| Grande Slam (0)                                   |
| ATP World Tour Finals (0)                         |
| ATP Masters Series / ATP Masters 1000 (0)         |
| ATP International Gold / ATP World Tour 500 (0)   |
| ATP International Series / ATP World Tour 250 (6) |

| Numero | Data            | Torneo                                           | Superficie  | Avversario in finale | Punteggio        |
| 1.     | 20 ottobre 2003 | Stockholm Open, Stoccolma                        | Cemento (i) | Robin Söderling      | 7-5, 3-6, 7–6(4) |
| 2.     | 10 aprile 2006  | U.S. Men's Clay Court Championships, Houston     | Terra rossa | Jürgen Melzer        | 3-6, 6-4, 6-3    |
| 3.     | 1º marzo 2009   | International Tennis Championships, Delray Beach | Cemento     | Evgenij Korolëv      | 7-5, 6-3         |
| 4.     | 11 luglio 2010  | Hall of Fame Tennis Championships, Newport       | Erba        | Olivier Rochus       | 5-7, 6-3, 6-4    |
| 5.     | 25 luglio 2010  | Atlanta Tennis Championships, Atlanta (1)        | Cemento     | John Isner           | 4-6, 6-4, 7–6(4) |
| 6.     | 24 luglio 2011  | Atlanta Tennis Championships, Atlanta (2)        | Cemento     | John Isner           | 3-6, 7–6(6), 6-2 |

#### Finali perse (14)
| Numero | Data             | Torneo                                                                    | Superficie     | Avversario in finale | Punteggio               |
| 1.     | 10 marzo 2003    | Delray Beach International Tennis Championships, Delray Beach             | Cemento        | Jan-Michael Gambill  | 0-6, 6(5)–7             |
| 2.     | 23 giugno 2003   | Nottingham Open, Nottingham                                               | Erba           | Greg Rusedski        | 3-6, 2-6                |
| 3.     | 18 agosto 2003   | Western & Southern Financial Group Masters & Women's Open, Cincinnati (1) | Cemento        | Andy Roddick         | 6-4, 6(3)–7 6(4)–7      |
| 4.     | 16 febbraio 2004 | SAP Open, San José (1)                                                    | Cemento indoor | Andy Roddick         | 6(13)–7, 4-6            |
| 5.     | 14 giugno 2004   | Halle Open, Halle (Westfalen)                                             | Erba           | Roger Federer        | 0-6, 3-6                |
| 6.     | 22 agosto 2004   | Giochi Olimpici, Atene                                                    | Cemento        | Nicolás Massú        | 3-6, 6-3, 6-2, 3-6, 4-6 |
| 7.     | 17 agosto 2007   | Pilot Pen Tennis, New Haven (1)                                           | Cemento        | James Blake          | 5-7, 4-6                |
| 8.     | 23 marzo 2008    | Indian Wells Open, Indian Wells                                           | Cemento        | Novak Đoković        | 2-6, 7-5, 3-6           |
| 9.     | 23 agosto 2008   | Pilot Pen Tennis, New Haven (2)                                           | Cemento        | Marin Čilić          | 4-6, 6-4, 2-6           |
| 10.    | 15 febbraio 2009 | SAP Open, San José (2)                                                    | Cemento indoor | Radek Štěpánek       | 6-3, 4-6, 2-6           |
| 11.    | 13 giugno 2010   | Queen's Club Championships, Londra                                        | Erba           | Sam Querrey          | 6(3)–7, 5-7             |
| 12.    | 22 agosto 2010   | Western & Southern Financial Group Masters & Women's Open, Cincinnati (2) | Cemento        | Roger Federer        | 7–6(5), 6(1)–7, 4-6     |
| 13.    | 31 luglio 2011   | Farmers Classic, Los Angeles                                              | Cemento        | Ernests Gulbis       | 7-5, 4-6, 4-6           |
| 14.    | 14 agosto 2011   | Canadian Open, Montréal                                                   | Cemento        | Novak Đoković        | 2-6, 6-3, 4-6           |

### Doppio

#### Vittorie (8)
| Legenda singolare                                      |
| Grande Slam (0)                                        |
| ATP World Tour Finals (0)                              |
| ATP Masters Series / ATP Masters 1000 (1)              |
| ATP International Series Gold / ATP World Tour 500 (2) |
| ATP International Series / ATP World Tour 250 (5)      |

| Numero | Data             | Torneo                                         | Superficie     | Compagno     | Avversari in finale                | Punteggio           |
| 1.     | 29 aprile 2002   | U.S. Men's Clay Court Championships, Houston   | Terra rossa    | Andy Roddick | Neville Godwin Jan-Michael Gambill | 6-4, 6-4            |
| 2.     | 16 febbraio 2004 | SAP Open, San José                             | Cemento indoor | James Blake  | Rick Leach Brian MacPhie           | 6-2, 7-5            |
| 3.     | 19 aprile 2004   | U.S. Men's Clay Court Championships, Houston   | Terra rossa    | James Blake  | Rick Leach Brian MacPhie           | 6-3, 6-4            |
| 4.     | 7 luglio 2008    | Campbell's Hall of Fame Championships, Newport | Erba           | John Isner   | Rohan Bopanna Aisam-ul-Haq Qureshi | 6-4, 7-6            |
| 5.     | 13 febbraio 2009 | RMK Championships, Memphis                     | Cemento indoor | Mark Knowles | Travis Parrott Filip Polášek       | 7-6, 6-1            |
| 6.     | 9 marzo 2009     | Indian Wells Open, Indian Wells                | Cemento        | Andy Roddick | Maks Mirny Andy Ram                | 3-6, 6-1, [14-12]   |
| 7.     | 16 febbraio 2010 | SAP Open, San José                             | Cemento indoor | Sam Querrey  | Benjamin Becker Leonardo Mayer     | 7-6, 7-5            |
| 8.     | 8 agosto 2010    | Legg Mason Tennis Classic, Washington          | Cemento        | Mark Knowles | Tomáš Berdych Radek Štěpánek       | 4–6, 7–6(7), [10–7] |

#### Finali perse (3)
| Numero | Data             | Torneo                        | Superficie     | Compagno       | Avversari in finale             | Punteggio        |
| 1.     | 27 febbraio 2006 | RMK Championships, Memphis    | Cemento indoor | James Blake    | Chris Haggard Ivo Karlović      | 6-0, 5-7, [5–10] |
| 2.     | 15 maggio 2011   | Internazionali d'Italia, Roma | Terra rossa    | Andy Roddick   | John Isner Sam Querrey          | W/O              |
| 3.     | 4 agosto 2013    | Citi Open, Washington         | Cemento        | Radek Štěpánek | Julien Benneteau Nenad Zimonjić | 6(5)–7, 5-7      |

### Risultati in progressione
| Sigla | Risultato                        |
| ----- | -------------------------------- |
| V     | Vincitore                        |
| F     | Finalista                        |
| SF    | Semifinalista                    |
| QF    | Quarti di Finale                 |
| 4T    | Quarto turno                     |
| 3T    | Terzo turno                      |
| 2T    | Secondo turno                    |
| 1T    | Primo turno                      |
| RR    | Round Robin (World Finals)       |
| LQ    | Turno di Qualifica (Grande Slam) |
| A     | Assente                          |

| Legenda superfici    |
| Cemento              |
| Terra rossa          |
| Erba                 |
| Superficie variabile |

| Torneo                                               | Torneo                        | 1999          | 2000  | 2001          | 2002          | 2003          | 2004  | 2005          | 2006          | 2007          | 2008  | 2009          | 2010          | 2011          | 2012  | Titoli | V-S   |
| Grande Slam                                          |                               |               |       |               |               |               |       |               |               |               |       |               |               |               |       |        |       |
| Australian Open, Melbourne                           | Australian Open, Melbourne    | A             | A     | A             | 2T            | 3T            | 1T    | 2T            | A             | QF            | 3T    | 3T            | 1T            | 2T            | 2T    | 0 / 10 | 14–10 |
| Roland Garros, Parigi                                | Roland Garros, Parigi         | A             | A     | LQ            | LQ            | 1T            | A     | 1T            | A             | A             | 2T    | 1T            | 2T            | 3T            | A     | 0 / 6  | 4–6   |
| Wimbledon, Londra                                    | Wimbledon, Londra             | A             | A     | 1T            | LQ            | 3T            | 2T    | A             | 3T            | 1T            | 1T    | 3T            | 2T            | QF            | 4T    | 0 / 10 | 15–10 |
| US Open, New York                                    | US Open, New York             | LQ            | 1T    | 1T            | 2T            | 2T            | 2T    | 1T            | 2T            | 2T            | QF    | A             | 4T            | 4T            | 4T    | 0 / 12 | 18–12 |
| Titoli                                               | Titoli                        | 0 / 0         | 0 / 1 | 0 / 2         | 0 / 2         | 0 / 4         | 0 / 3 | 0 / 3         | 0 / 2         | 0 / 3         | 0 / 4 | 0 / 3         | 0 / 4         | 0 / 4         | 0 / 3 | 0 / 38 | N/A   |
| Vittorie-Sconfitte                                   | Vittorie-Sconfitte            | 0–0           | 0–1   | 0–2           | 2–2           | 5–4           | 2–3   | 1–3           | 3–2           | 5–3           | 7–4   | 4–3           | 5–4           | 10–4          | 7-3   | N/A    | 51–38 |
| Tennis Masters Cup / ATP World Tour Finals           |                               |               |       |               |               |               |       |               |               |               |       |               |               |               |       |        |       |
| ATP World Tour Finals, Londra                        | ATP World Tour Finals, Londra | A             | A     | A             | A             | A             | A     | A             | A             | A             | A     | A             | A             | RR            | A     | 0 / 1  | 0–3   |
| Titoli                                               | Titoli                        | 0             | 0     | 0             | 0             | 0             | 0     | 0             | 0             | 0             | 0     | 0             | 0             | 0             |       | 0 / 1  | N/A   |
| Vittorie-Sconfitte                                   | Vittorie-Sconfitte            | 0–0           | 0-0   | 0-0           | 0-0           | 0-0           | 0-0   | 0-0           | 0-0           | 0-0           | 0-0   | 0-0           | 0-0           | 0-3           |       | N/A    | 0-3   |
| Coppa Davis singolare                                |                               |               |       |               |               |               |       |               |               |               |       |               |               |               |       |        |       |
| Coppa Davis                                          | Coppa Davis                   | A             | A     | A             | A             | PO            | F     | A             | A             | A             | A     | QF            | PO            | QF            | A     | 0 / 5  | 6–7   |
| Giochi Olimpici                                      |                               |               |       |               |               |               |       |               |               |               |       |               |               |               |       |        |       |
| Giochi Olimpici                                      | Giochi Olimpici               | Non disputati | A     | Non disputati | Non disputati | Non disputati | F     | Non disputati | Non disputati | Non disputati | A     | Non disputati | Non disputati | Non disputati | A     | 0 / 1  | 5–1   |
| Masters Series (1990-2008) / Masters 1000 (Dal 2009) |                               |               |       |               |               |               |       |               |               |               |       |               |               |               |       |        |       |
| Indian Wells                                         | Indian Wells                  | A             | A     | 2T            | 1T            | A             | 4T    | 2T            | 3T            | 2T            | F     | 2T            | 2T            | 2T            | 3T    | 0 / 11 | 14–11 |
| Miami                                                | Miami                         | A             | 2T    | A             | 2T            | 3T            | 2T    | 2T            | 2T            | A             | 1T    | 2T            | 4T            | SF            | QF    | 0 / 11 | 16–11 |
| Monte Carlo                                          | Monte Carlo                   | A             | A     | A             | A             | 1T            | A     | A             | A             | A             | A     | A             | A             | A             | A     | 0 / 1  | 0–1   |
| Roma                                                 | Roma / Madrid                 | A             | A     | A             | A             | 2T            | A     | A             | A             | 1T            | 2T    | 2T            | A             | 1T            | A     | 0 / 5  | 3–5   |
| Amburgo                                              | Madrid / Roma                 | A             | A     | A             | A             | 3T            | 2T    | A             | 2T            | 1T            | 2T    | 2T            | 2T            | 3T            | A     | 0 / 8  | 9–8   |
| Montreal / Toronto                                   | Montreal / Toronto            | A             | A     | A             | A             | 1T            | A     | A             | A             | A             | 1T    | A             | A             | F             | QF    | 0 / 4  | 6–4   |
| Cincinnati                                           | Cincinnati                    | A             | 1T    | LQ            | LQ            | F             | 1T    | A             | 2T            | 1T            | 1T    | A             | F             | SF            | QF    | 0 / 9  | 16–9  |
| Stoccarda/ Madrid                                    | Shanghai                      | A             | A     | A             | A             | 3T            | 2T    | A             | 2T            | 1T            | 2T    | A             | A             | 2T            | A     | 0 / 6  | 5–6   |
| Parigi                                               | Parigi                        | A             | A     | A             | A             | 1T            | 2T    | A             | LQ            | 2T            | A     | A             | A             | 3T            | A     | 0 / 4  | 3–4   |
| Titoli                                               | Titoli                        | 0 / 0         | 0 / 0 | 0 / 0         | 0 / 3         | 0 / 4         | 0 / 5 | 0 / 0         | 0 / 2         | 0 / 9         | 0 / 9 | 0 / 9         | 0 / 9         | 0 / 7         | 0 / 4 | 0 / 57 | N/A   |
| Vittorie-Sconfitte                                   | Vittorie-Sconfitte            | 0–0           | 1–2   | 1–1           | 1–2           | 10–8          | 4–5   | 2–2           | 5–4           | 1–6           | 8–7   | 2–4           | 10–4          | 15–6          | 4–2   | N/A    | 56–55 |
| Statistiche carriera                                 |                               |               |       |               |               |               |       |               |               |               |       |               |               |               |       |        |       |
| Tornei ATP disputati                                 | Tornei ATP disputati          | 0             | 4     | 6             | 10            | 24            | 17    | 11            | 19            | 21            | 23    | 18            | 17            | 22            | 7     | 192    | N/A   |
| Finali ATP perse                                     | Finali ATP perse              | 0             | 0     | 0             | 0             | 3             | 3     | 0             | 0             | 1             | 2     | 1             | 2             | 2             | 0     | 14     | N/A   |
| Tornei ATP vinti                                     | Tornei ATP vinti              | 0             | 0     | 0             | 0             | 1             | 0     | 0             | 1             | 0             | 0     | 1             | 2             | 1             | 0     | 6      | N/A   |
| Ranking                                              | Ranking                       | –             | 305   | 141           | 84            | 20            | 37    | 225           | 47            | 39            | 24    | 55            | 16            | 8             | 27    | N/A    | N/A   |